# Список астероїдів (12901—13000)
| Назва                               | Тимчасове позначення | Дата відкриття    | Місце відкриття             | Відкривач                                              |
| ----------------------------------- | -------------------- | ----------------- | --------------------------- | ------------------------------------------------------ |
| (12901) 1998 RF50                   | 1998 RF50            | 14 вересня 1998   | Сокорро (Нью-Мексико)       | LINEAR                                                 |
| (12902) 1998 RW52                   | 1998 RW52            | 14 вересня 1998   | Сокорро (Нью-Мексико)       | LINEAR                                                 |
| (12903) 1998 RK57                   | 1998 RK57            | 14 вересня 1998   | Сокорро (Нью-Мексико)       | LINEAR                                                 |
| (12904) 1998 RB65                   | 1998 RB65            | 14 вересня 1998   | Сокорро (Нью-Мексико)       | LINEAR                                                 |
| (12905) 1998 RJ72                   | 1998 RJ72            | 14 вересня 1998   | Сокорро (Нью-Мексико)       | LINEAR                                                 |
| (12906) 1998 RS72                   | 1998 RS72            | 14 вересня 1998   | Сокорро (Нью-Мексико)       | LINEAR                                                 |
| (12907) 1998 RV79                   | 1998 RV79            | 14 вересня 1998   | Сокорро (Нью-Мексико)       | LINEAR                                                 |
| 12908 Yagudina                      | 1998 SG25            | 22 вересня 1998   | Станція Андерсон-Меса       | LONEOS                                                 |
| 12909 Джекліфорд (Jaclifford)       | 1998 SK58            | 17 вересня 1998   | Станція Андерсон-Меса       | LONEOS                                                 |
| 12910 Делісо (Deliso)               | 1998 SP59            | 17 вересня 1998   | Станція Андерсон-Меса       | LONEOS                                                 |
| 12911 Ґудг'ю (Goodhue)              | 1998 SQ59            | 17 вересня 1998   | Станція Андерсон-Меса       | LONEOS                                                 |
| 12912 Стрітер (Streator)            | 1998 SR60            | 17 вересня 1998   | Станція Андерсон-Меса       | LONEOS                                                 |
| (12913) 1998 SR130                  | 1998 SR130           | 26 вересня 1998   | Сокорро (Нью-Мексико)       | LINEAR                                                 |
| (12914) 1998 SJ141                  | 1998 SJ141           | 26 вересня 1998   | Сокорро (Нью-Мексико)       | LINEAR                                                 |
| (12915) 1998 SL161                  | 1998 SL161           | 26 вересня 1998   | Сокорро (Нью-Мексико)       | LINEAR                                                 |
| 12916 Eteoneus                      | 1998 TL15            | 13 жовтня 1998    | Коссоль                     | ODAS                                                   |
| (12917) 1998 TG16                   | 1998 TG16            | 13 жовтня 1998    | Вішнянська обсерваторія     | Корадо Корлевіч                                        |
| (12918) 1998 UF21                   | 1998 UF21            | 29 жовтня 1998    | Вішнянська обсерваторія     | Корадо Корлевіч                                        |
| 12919 Tomjohnson                    | 1998 VB6             | 11 листопада 1998 | Каталінський огляд          | Каталінський огляд                                     |
| (12920) 1998 VM15                   | 1998 VM15            | 10 листопада 1998 | Сокорро (Нью-Мексико)       | LINEAR                                                 |
| (12921) 1998 WZ5                    | 1998 WZ5             | 20 листопада 1998 | Обсерваторія Наті-Кацуура   | Йошісада Шімідзу, Такеші Урата                         |
| (12922) 1998 WW19                   | 1998 WW19            | 27 листопада 1998 | Вумера                      | Френк Золотовскі                                       |
| 12923 Zephyr                        | 1999 GK4             | 11 квітня 1999    | Станція Андерсон-Меса       | LONEOS                                                 |
| (12924) 1999 RK21                   | 1999 RK21            | 7 вересня 1999    | Сокорро (Нью-Мексико)       | LINEAR                                                 |
| (12925) 1999 SN4                    | 1999 SN4             | 29 вересня 1999   | Вішнянська обсерваторія     | Вішнянська обсерваторія                                |
| 12926 Браянмезон (Brianmason)       | 1999 SO9             | 27 вересня 1999   | Такапуна                    | Дж. Шифф, К. Шифф                                      |
| 12927 Піноккіо (Pinocchio)          | 1999 SU9             | 30 вересня 1999   | Обсерваторія Пістоїєзе      | Маура Томбеллі, Лучано Тезі                            |
| 12928 Ніколапоціо (Nicolapozio)     | 1999 SV9             | 30 вересня 1999   | Обсерваторія Пістоїєзе      | Андреа Боаттіні, Джузеппе Форті                        |
| (12929) 1999 TZ1                    | 1999 TZ1             | 2 жовтня 1999     | Обсерваторія Фаунтін-Гіллс  | Чарльз Джулз                                           |
| (12930) 1999 TJ6                    | 1999 TJ6             | 2 жовтня 1999     | Вішнянська обсерваторія     | Корадо Корлевіч, Маріо Юріч                            |
| 12931 Маріо (Mario)                 | 1999 TX10            | 7 жовтня 1999     | Обсерваторія Ньйоска        | Стефано Спозетті                                       |
| 12932 Конедера (Conedera)           | 1999 TC12            | 10 жовтня 1999    | Обсерваторія Ньйоска        | Стефано Спозетті                                       |
| (12933) 1999 TC16                   | 1999 TC16            | 14 жовтня 1999    | Фарра-д'Ізонцо              | Фарра-д'Ізонцо                                         |
| 12934 Біск (Bisque)                 | 1999 TH16            | 11 жовтня 1999    | Обсерваторія Фаунтін-Гіллс  | Чарльз Джулз                                           |
| 12935 Чженчжемінь (Zhengzhemin)     | 1999 TV17            | 2 жовтня 1999     | Станція Сінлун              | SCAP                                                   |
| (12936) 2549 P-L                    | 2549 P-L             | 24 вересня 1960   | Паломарська обсерваторія    | К. Й. ван Гаутен, І. ван Гаутен-Ґроневельд, Т. Герельс |
| (12937) 3024 P-L                    | 3024 P-L             | 24 вересня 1960   | Паломарська обсерваторія    | К. Й. ван Гаутен, І. ван Гаутен-Ґроневельд, Т. Герельс |
| (12938) 4161 P-L                    | 4161 P-L             | 24 вересня 1960   | Паломарська обсерваторія    | К. Й. ван Гаутен, І. ван Гаутен-Ґроневельд, Т. Герельс |
| (12939) 4206 P-L                    | 4206 P-L             | 24 вересня 1960   | Паломарська обсерваторія    | К. Й. ван Гаутен, І. ван Гаутен-Ґроневельд, Т. Герельс |
| (12940) 4588 P-L                    | 4588 P-L             | 24 вересня 1960   | Паломарська обсерваторія    | К. Й. ван Гаутен, І. ван Гаутен-Ґроневельд, Т. Герельс |
| (12941) 4638 P-L                    | 4638 P-L             | 24 вересня 1960   | Паломарська обсерваторія    | К. Й. ван Гаутен, І. ван Гаутен-Ґроневельд, Т. Герельс |
| (12942) 6054 P-L                    | 6054 P-L             | 24 вересня 1960   | Паломарська обсерваторія    | К. Й. ван Гаутен, І. ван Гаутен-Ґроневельд, Т. Герельс |
| (12943) 6670 P-L                    | 6670 P-L             | 24 вересня 1960   | Паломарська обсерваторія    | К. Й. ван Гаутен, І. ван Гаутен-Ґроневельд, Т. Герельс |
| (12944) 6745 P-L                    | 6745 P-L             | 24 вересня 1960   | Паломарська обсерваторія    | К. Й. ван Гаутен, І. ван Гаутен-Ґроневельд, Т. Герельс |
| (12945) 9534 P-L                    | 9534 P-L             | 17 жовтня 1960    | Паломарська обсерваторія    | К. Й. ван Гаутен, І. ван Гаутен-Ґроневельд, Т. Герельс |
| (12946) 1290 T-1                    | 1290 T-1             | 25 березня 1971   | Паломарська обсерваторія    | К. Й. ван Гаутен, І. ван Гаутен-Ґроневельд, Т. Герельс |
| (12947) 3099 T-1                    | 3099 T-1             | 26 березня 1971   | Паломарська обсерваторія    | К. Й. ван Гаутен, І. ван Гаутен-Ґроневельд, Т. Герельс |
| (12948) 4273 T-1                    | 4273 T-1             | 26 березня 1971   | Паломарська обсерваторія    | К. Й. ван Гаутен, І. ван Гаутен-Ґроневельд, Т. Герельс |
| (12949) 4290 T-1                    | 4290 T-1             | 26 березня 1971   | Паломарська обсерваторія    | К. Й. ван Гаутен, І. ван Гаутен-Ґроневельд, Т. Герельс |
| (12950) 4321 T-1                    | 4321 T-1             | 26 березня 1971   | Паломарська обсерваторія    | К. Й. ван Гаутен, І. ван Гаутен-Ґроневельд, Т. Герельс |
| (12951) 1041 T-2                    | 1041 T-2             | 29 вересня 1973   | Паломарська обсерваторія    | К. Й. ван Гаутен, І. ван Гаутен-Ґроневельд, Т. Герельс |
| (12952) 1102 T-2                    | 1102 T-2             | 29 вересня 1973   | Паломарська обсерваторія    | К. Й. ван Гаутен, І. ван Гаутен-Ґроневельд, Т. Герельс |
| (12953) 1264 T-2                    | 1264 T-2             | 29 вересня 1973   | Паломарська обсерваторія    | К. Й. ван Гаутен, І. ван Гаутен-Ґроневельд, Т. Герельс |
| (12954) 2040 T-2                    | 2040 T-2             | 29 вересня 1973   | Паломарська обсерваторія    | К. Й. ван Гаутен, І. ван Гаутен-Ґроневельд, Т. Герельс |
| (12955) 2162 T-2                    | 2162 T-2             | 29 вересня 1973   | Паломарська обсерваторія    | К. Й. ван Гаутен, І. ван Гаутен-Ґроневельд, Т. Герельс |
| (12956) 2232 T-2                    | 2232 T-2             | 29 вересня 1973   | Паломарська обсерваторія    | К. Й. ван Гаутен, І. ван Гаутен-Ґроневельд, Т. Герельс |
| (12957) 2258 T-2                    | 2258 T-2             | 29 вересня 1973   | Паломарська обсерваторія    | К. Й. ван Гаутен, І. ван Гаутен-Ґроневельд, Т. Герельс |
| (12958) 2276 T-2                    | 2276 T-2             | 29 вересня 1973   | Паломарська обсерваторія    | К. Й. ван Гаутен, І. ван Гаутен-Ґроневельд, Т. Герельс |
| (12959) 3086 T-2                    | 3086 T-2             | 30 вересня 1973   | Паломарська обсерваторія    | К. Й. ван Гаутен, І. ван Гаутен-Ґроневельд, Т. Герельс |
| (12960) 4165 T-2                    | 4165 T-2             | 29 вересня 1973   | Паломарська обсерваторія    | К. Й. ван Гаутен, І. ван Гаутен-Ґроневельд, Т. Герельс |
| (12961) 4262 T-2                    | 4262 T-2             | 29 вересня 1973   | Паломарська обсерваторія    | К. Й. ван Гаутен, І. ван Гаутен-Ґроневельд, Т. Герельс |
| (12962) 4297 T-2                    | 4297 T-2             | 29 вересня 1973   | Паломарська обсерваторія    | К. Й. ван Гаутен, І. ван Гаутен-Ґроневельд, Т. Герельс |
| (12963) 5485 T-2                    | 5485 T-2             | 30 вересня 1973   | Паломарська обсерваторія    | К. Й. ван Гаутен, І. ван Гаутен-Ґроневельд, Т. Герельс |
| (12964) 1071 T-3                    | 1071 T-3             | 17 жовтня 1977    | Паломарська обсерваторія    | К. Й. ван Гаутен, І. ван Гаутен-Ґроневельд, Т. Герельс |
| (12965) 1080 T-3                    | 1080 T-3             | 17 жовтня 1977    | Паломарська обсерваторія    | К. Й. ван Гаутен, І. ван Гаутен-Ґроневельд, Т. Герельс |
| (12966) 1102 T-3                    | 1102 T-3             | 17 жовтня 1977    | Паломарська обсерваторія    | К. Й. ван Гаутен, І. ван Гаутен-Ґроневельд, Т. Герельс |
| (12967) 3105 T-3                    | 3105 T-3             | 16 жовтня 1977    | Паломарська обсерваторія    | К. Й. ван Гаутен, І. ван Гаутен-Ґроневельд, Т. Герельс |
| (12968) 3261 T-3                    | 3261 T-3             | 16 жовтня 1977    | Паломарська обсерваторія    | К. Й. ван Гаутен, І. ван Гаутен-Ґроневельд, Т. Герельс |
| (12969) 3482 T-3                    | 3482 T-3             | 16 жовтня 1977    | Паломарська обсерваторія    | К. Й. ван Гаутен, І. ван Гаутен-Ґроневельд, Т. Герельс |
| (12970) 4012 T-3                    | 4012 T-3             | 16 жовтня 1977    | Паломарська обсерваторія    | К. Й. ван Гаутен, І. ван Гаутен-Ґроневельд, Т. Герельс |
| (12971) 4054 T-3                    | 4054 T-3             | 16 жовтня 1977    | Паломарська обсерваторія    | К. Й. ван Гаутен, І. ван Гаутен-Ґроневельд, Т. Герельс |
| 12972 Eumaios                       | 1973 SF1             | 19 вересня 1973   | Паломарська обсерваторія    | К. Й. ван Гаутен, І. ван Гаутен-Ґроневельд, Т. Герельс |
| 12973 Melanthios                    | 1973 SY1             | 19 вересня 1973   | Паломарська обсерваторія    | К. Й. ван Гаутен, І. ван Гаутен-Ґроневельд, Т. Герельс |
| 12974 Halitherses                   | 1973 SB2             | 19 вересня 1973   | Паломарська обсерваторія    | К. Й. ван Гаутен, І. ван Гаутен-Ґроневельд, Т. Герельс |
| 12975 Єфремов (Efremov)             | 1973 SY5             | 28 вересня 1973   | КрАО                        | Черних Микола Степанович                               |
| 12976 Каліненков (Kalinenkov)       | 1976 QK1             | 26 серпня 1976    | КрАО                        | Черних Микола Степанович                               |
| (12977) 1978 NC                     | 1978 NC              | 10 липня 1978     | Паломарська обсерваторія    | Е. Гелін, Юджин Шумейкер                               |
| 12978 Івашов (Ivashov)              | 1978 SD7             | 26 вересня 1978   | КрАО                        | Журавльова Людмила Василівна                           |
| 12979 Евгалвасильєв (Evgalvasilʹev) | 1978 SB8             | 26 вересня 1978   | КрАО                        | Журавльова Людмила Василівна                           |
| (12980) 1978 VO3                    | 1978 VO3             | 6 листопада 1978  | Паломарська обсерваторія    | Е. Гелін, Ш. Дж. Бас                                   |
| (12981) 1978 VP3                    | 1978 VP3             | 7 листопада 1978  | Паломарська обсерваторія    | Е. Гелін, Ш. Дж. Бас                                   |
| (12982) 1979 MS5                    | 1979 MS5             | 25 червня 1979    | Обсерваторія Сайдинг-Спрінг | Е. Гелін, Ш. Дж. Бас                                   |
| (12983) 1979 OH1                    | 1979 OH1             | 24 липня 1979     | Паломарська обсерваторія    | Ш. Дж. Бас                                             |
| 12984 Лоурі (Lowry)                 | 1979 QF2             | 22 серпня 1979    | Обсерваторія Ла-Сілья       | Клаес-Інґвар Лаґерквіст                                |
| (12985) 1980 UW1                    | 1980 UW1             | 31 жовтня 1980    | Паломарська обсерваторія    | Ш. Дж. Бас                                             |
| (12986) 1981 DM2                    | 1981 DM2             | 28 лютого 1981    | Обсерваторія Сайдинг-Спрінг | Ш. Дж. Бас                                             |
| (12987) 1981 EF2                    | 1981 EF2             | 5 березня 1981    | Обсерваторія Ла-Сілья       | Анрі Дебеонь, Джованні де Санктіс                      |
| (12988) 1981 EC5                    | 1981 EC5             | 2 березня 1981    | Обсерваторія Сайдинг-Спрінг | Ш. Дж. Бас                                             |
| (12989) 1981 EV9                    | 1981 EV9             | 1 березня 1981    | Обсерваторія Сайдинг-Спрінг | Ш. Дж. Бас                                             |
| (12990) 1981 EB17                   | 1981 EB17            | 6 березня 1981    | Обсерваторія Сайдинг-Спрінг | Ш. Дж. Бас                                             |
| (12991) 1981 EN21                   | 1981 EN21            | 2 березня 1981    | Обсерваторія Сайдинг-Спрінг | Ш. Дж. Бас                                             |
| (12992) 1981 EZ22                   | 1981 EZ22            | 2 березня 1981    | Обсерваторія Сайдинг-Спрінг | Ш. Дж. Бас                                             |
| (12993) 1981 EP27                   | 1981 EP27            | 2 березня 1981    | Обсерваторія Сайдинг-Спрінг | Ш. Дж. Бас                                             |
| (12994) 1981 ET27                   | 1981 ET27            | 2 березня 1981    | Обсерваторія Сайдинг-Спрінг | Ш. Дж. Бас                                             |
| (12995) 1981 EY27                   | 1981 EY27            | 2 березня 1981    | Обсерваторія Сайдинг-Спрінг | Ш. Дж. Бас                                             |
| (12996) 1981 EV28                   | 1981 EV28            | 1 березня 1981    | Обсерваторія Сайдинг-Спрінг | Ш. Дж. Бас                                             |
| (12997) 1981 EV29                   | 1981 EV29            | 2 березня 1981    | Обсерваторія Сайдинг-Спрінг | Ш. Дж. Бас                                             |
| (12998) 1981 EB43                   | 1981 EB43            | 2 березня 1981    | Обсерваторія Сайдинг-Спрінг | Ш. Дж. Бас                                             |
| 12999 Торунь (Torun)                | 1981 QJ2             | 30 серпня 1981    | Станція Андерсон-Меса       | Едвард Бовелл                                          |
| (13000) 1981 QK3                    | 1981 QK3             | 25 серпня 1981    | Обсерваторія Ла-Сілья       | Анрі Дебеонь                                           |

| ← Астероїди 10001—20000 → |             |             |             |             |             |             |             |             |             |
| 10001—10100               | 11001—11100 | 12001—12100 | 13001—13100 | 14001—14100 | 15001—15100 | 16001—16100 | 17001—17100 | 18001—18100 | 19001—19100 |
| 10101—10200               | 11101—11200 | 12101—12200 | 13101—13200 | 14101—14200 | 15101—15200 | 16101—16200 | 17101—17200 | 18101—18200 | 19101—19200 |
| 10201—10300               | 11201—11300 | 12201—12300 | 13201—13300 | 14201—14300 | 15201—15300 | 16201—16300 | 17201—17300 | 18201—18300 | 19201—19300 |
| 10301—10400               | 11301—11400 | 12301—12400 | 13301—13400 | 14301—14400 | 15301—15400 | 16301—16400 | 17301—17400 | 18301—18400 | 19301—19400 |
| 10401—10500               | 11401—11500 | 12401—12500 | 13401—13500 | 14401—14500 | 15401—15500 | 16401—16500 | 17401—17500 | 18401—18500 | 19401—19500 |
| 10501—10600               | 11501—11600 | 12501—12600 | 13501—13600 | 14501—14600 | 15501—15600 | 16501—16600 | 17501—17600 | 18501—18600 | 19501—19600 |
| 10601—10700               | 11601—11700 | 12601—12700 | 13601—13700 | 14601—14700 | 15601—15700 | 16601—16700 | 17601—17700 | 18601—18700 | 19601—19700 |
| 10701—10800               | 11701—11800 | 12701—12800 | 13701—13800 | 14701—14800 | 15701—15800 | 16701—16800 | 17701—17800 | 18701—18800 | 19701—19800 |
| 10801—10900               | 11801—11900 | 12801—12900 | 13801—13900 | 14801—14900 | 15801—15900 | 16801—16900 | 17801—17900 | 18801—18900 | 19801—19900 |
| 10901—11000               | 11901—12000 | 12901—13000 | 13901—14000 | 14901—15000 | 15901—16000 | 16901—17000 | 17901—18000 | 18901—19000 | 19901—20000 |